# Šerkovice

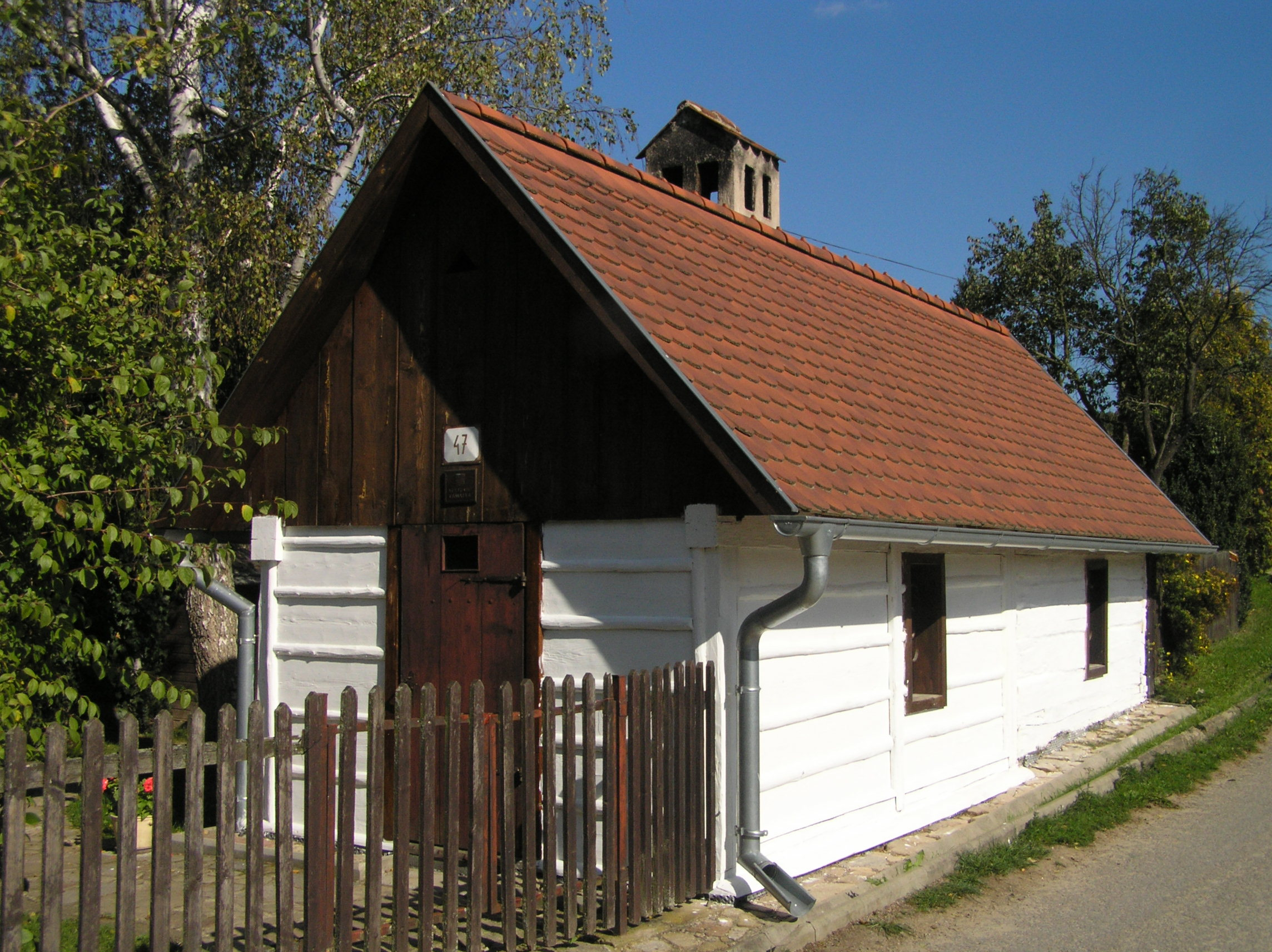
om vruchten te drogen

Šerkovice, Duits: Scherkowitz, is een gemeente in Tsjechië 25 km ten noordnoordwesten van Brno. Šerkovice telde 347 inwoners in 2024.
Babice nad Svitavou ·
Babice u Rosic ·
Běleč ·
Bílovice nad Svitavou ·
Biskoupky ·
Blažovice ·
Blučina ·
Borač ·
Borovník ·
Braníškov ·
Branišovice ·
Bratčice ·
Brumov ·
Březina (voorheen okres Blansko) ·
Březina (voorheen okres Tišnov) ·
Bukovice ·
Cvrčovice ·
Čebín ·
Černvír ·
Česká ·
Čučice ·
Deblín ·
Dolní Kounice ·
Dolní Loučky ·
Domašov ·
Doubravník ·
Drahonín ·
Drásov ·
Hajany ·
Heroltice ·
Hlína ·
Hluboké Dvory ·
Holasice ·
Horní Loučky ·
Hostěnice ·
Hradčany ·
Hrušovany u Brna ·
Hvozdec ·
Chudčice ·
Ivaň ·
Ivančice ·
Javůrek ·
Jinačovice ·
Jiříkovice ·
Kaly ·
Kanice ·
Katov ·
Ketkovice ·
Kobylnice ·
Kovalovice ·
Kratochvilka ·
Křižínkov ·
Kupařovice ·
Kuřim ·
Kuřimská Nová Ves ·
Kuřimské Jestřabí ·
Lažánky ·
Ledce ·
Lelekovice ·
Lesní Hluboké ·
Litostrov ·
Loděnice ·
Lomnice ·
Lomnička ·
Lubné ·
Lukovany ·
Malešovice ·
Malhostovice ·
Maršov ·
Medlov ·
Mělčany ·
Měnín ·
Modřice ·
Mokrá-Horákov ·
Moravany ·
Moravské Bránice ·
Moravské Knínice ·
Moutnice ·
Nebovidy ·
Nedvědice ·
Nelepeč-Žernůvka ·
Němčičky ·
Neslovice ·
Nesvačilka ·
Níhov ·
Nosislav ·
Nová Ves ·
Nové Bránice ·
Odrovice ·
Ochoz u Brna ·
Ochoz u Tišnova ·
Olší ·
Omice ·
Opatovice ·
Ořechov ·
Osiky ·
Oslavany ·
Ostopovice ·
Ostrovačice ·
Otmarov ·
Pasohlávky ·
Pernštejnské Jestřabí ·
Podolí ·
Pohořelice ·
Ponětovice ·
Popovice ·
Popůvky ·
Pozořice ·
Prace ·
Pravlov ·
Prštice ·
Předklášteří ·
Přibice ·
Příbram na Moravě ·
Přibyslavice ·
Přísnotice ·
Radostice ·
Rajhrad ·
Rajhradice ·
Rašov ·
Rebešovice ·
Rohozec ·
Rojetín ·
Rosice ·
Rozdrojovice ·
Rudka ·
Řícmanice ·
Říčany ·
Říčky ·
Řikonín ·
Senorady ·
Sentice ·
Silůvky ·
Sivice ·
Skalička ·
Skryje ·
Sobotovice ·
Sokolnice ·
Stanoviště ·
Strhaře ·
Střelice ·
Svatoslav ·
Synalov ·
Syrovice ·
Šerkovice ·
Šlapanice ·
Štěpánovice ·
Šumice ·
Telnice ·
Těšany ·
Tetčice ·
Tišnov ·
Tišnovská Nová Ves ·
Trboušany ·
Troskotovice ·
Troubsko ·
Tvarožná ·
Újezd u Brna ·
Újezd u Rosic ·
Újezd u Tišnova ·
Unín ·
Unkovice ·
Úsuší ·
Velatice ·
Veverská Bítýška ·
Veverské Knínice ·
Viničné Šumice ·
Vlasatice ·
Vohančice ·
Vojkovice ·
Vranov ·
Vranovice ·
Vratislávka ·
Všechovice ·
Vysoké Popovice ·
Zakřany ·
Zálesná Zhoř ·
Zastávka ·
Zbraslav ·
Zbýšov ·
Zhoř ·
Žabčice ·
Žatčany ·
Žďárec ·
Želešice ·
Železné ·
Židlochovice